# Eatoniella glacialis
Eatoniella glacialis is een slakkensoort uit de familie van de Eatoniellidae. De wetenschappelijke naam van de soort is voor het eerst geldig gepubliceerd in 1907 door E. A. Smith.